# ダビド・ポポビッチ
ダビド・ポポビッチ（David Popovici、2004年9月15日 - ）は、ルーマニア・ブカレスト出身の男子競泳選手。種目は自由形。2022年世界水泳選手権の100ｍ自由形・200ｍ自由形金メダリスト。100ｍ自由形の元世界記録保持者。

## 経歴
16歳で出場した2020年東京オリンピックの100m自由形で47秒88を記録し、決勝では48秒04で7位入賞。200m自由形では1分44秒68のルーマニア国内新記録で4位入賞を果たした。
2022年世界水泳選手権の200m自由形決勝で歴代4位・世界ジュニア新記録となる1分43秒21で金メダルを獲得した。100m自由形準決勝では47秒13という歴代9位・世界ジュニア新記録を樹立した。決勝ではやや記録を落としたが、47秒58で2つ目の金メダルを獲得した。世界水泳選手権で100m・200m自由形の2冠を達成したのは1973年に開催された第1回大会のジム・モンゴメリー以来49年ぶり2人目だった。
2022年ヨーロッパ水泳選手権の100m自由形準決勝において歴代4位となる46秒98を記録した。100m自由形で46秒台を記録したのは史上4人目。翌日の決勝では13年ぶりの世界新記録となる46秒86で優勝した。200m自由形では歴代4位となる1分42秒97の世界ジュニア新記録で優勝し、100mと合わせて2冠を達成した。200m自由形で1分42秒台を記録したのは史上3人目。

## 自己ベスト
- 50m自由形　21秒83
- 100ｍ自由形（英語版）　46秒51 （世界水泳大会記録）
- 200m自由形　1分42秒97（ルーマニア記録・世界ジュニア記録）
- 400m自由形　3分47秒48

参照